# مطار غودوفريدو ب آموس
مطار غودوفريدو ب آموس (بالإنجليزية: Godofredo P. Ramos Airport)‏ (إياتا: MPH، إيكاو: RPVE) هو مطار عام يخدم مدينة ملايو، اكلان ويشغل المطار .